# Erik Bohlin
Erik Viktor „Orsa” Bohlin (ur. 1 czerwca 1897 w Orsa, zm. 8 czerwca 1977 tamże) – szwedzki kolarz szosowy, brązowy medalista olimpijski.

## Kariera
Największy sukces w karierze Erik Bohlin osiągnął w 1924 roku, kiedy wspólnie z Gunnarem Sköldem i Ragnarem Malmem zdobył brązowy medal w drużynowej jeździe na czas podczas igrzysk olimpijskich w Paryżu. Na tych samych igrzyskach rywalizację indywidualną zakończył na siódmej pozycji. W tym samym roku zdobył także indywidualnie i drużynowo złote medale na szosowych mistrzostwach Szwecji oraz złoty medal w indywidualnej jeździe na czas podczas mistrzostw krajów nordyckich. W latach 1924 i 1926 zajmował pierwsze miejsce w klasyfikacji generalnej szwedzkiego Sex-Dagars, a w 1927 roku był najlepszy w wyścigu Mälaren Runt. Nigdy jednak nie zdobył medalu na szosowych mistrzostwach świata.